# 格林菲爾德 (密蘇里州密西西比縣)
格林菲爾德（英語：Greenfield），又名伯德維爾（Birdville），是位於美國密蘇里州密西西比縣的鬼鎮。

## 歷史
格林菲爾德的郵局（名為伯德維爾）於1854年設立，其後於1873年停運。

## 地理
格林菲爾德所處的海拔為高於海平面96米（即315英呎），而該地所採用的時區為UTC-6，即北美中部時區（CST）。同時該地設有夏令時間，為UTC-6調快一小時，即UTC-5（CDT）。